# Open 6ème Sens Métropole de Lyon 2022
Il Open 6ème Sens Métropole de Lyon 2022 è stato un torneo di tennis giocato sul cemento indoor. È stata la terza edizione del torneo facente parte della categoria WTA 250 nell'ambito del WTA Tour 2022. Si è giocato al Palais des Sports de Gerland di Lione, in Francia, dal 26 febbraio al 6 marzo 2022

## Partecipanti al singolare

### Teste di serie
| Nazionalità | Giocatrice          | Ranking* | Testa di serie |
| ----------- | ------------------- | -------- | -------------- |
| Italia      | Camila Giorgi       | 30       | 1              |
| Romania     | Sorana Cîrstea      | 31       | 2              |
| Svizzera    | Viktorija Golubic   | 36       | 3              |
| Francia     | Alizé Cornet        | 37       | 4              |
| Italia      | Jasmine Paolini     | 44       | 5              |
| Croazia     | Ana Konjuh          | 51       | 6              |
| Belgio      | Alison Van Uytvanck | 53       | 7              |
| Cina        | Zhang Shuai         | 65       | 8              |

* Ranking al 21 febbraio 2022.

### Altre partecipanti
Le seguenti giocatrici hanno ricevuto una wild card per il tabellone principale:
- Elsa Jacquemot
- Dajana Jastrems'ka
- Vera Zvonarëva

Le seguenti giocatrici sono entrate in tabellone tramite il ranking protetto:
- Elisabetta Cocciaretto
- Vitalija D'jačenko

Le seguenti giocatrici sono passate dalle qualificazioni:

- Mariam Bolkvadze
- Katie Boulter
- Cristina Bucșa
- Tamara Korpatsch
- Yuriko Miyazaki
- Stefanie Vögele

La seguente giocatrice è stata ripescata come lucky loser:
- Mai Hontama

### Ritiri
Prima del torneo
- Ekaterina Aleksandrova → sostituita da  Kristina Mladenovic
- Irina-Camelia Begu → sostituita da  Irina Maria Bara
- Jaqueline Cristian → sostituita da  Ana Bogdan
- Tereza Martincová → sostituita da  Vitalija D'jačenko
- Greet Minnen → sostituita da  Mai Hontama
- Markéta Vondroušová → sostituita da  Martina Trevisan
- Maryna Zanevs'ka → sostituita da  Greet Minnen

## Partecipanti al doppio

### Teste di serie
| Nazionalità | Giocatrice       | Nazionalità | Giocatrice         | Ranking1 | Testa di serie |
| ----------- | ---------------- | ----------- | ------------------ | -------- | -------------- |
| Giappone    | Eri Hozumi       | Giappone    | Makoto Ninomiya    | 78       | 1              |
| Russia      | Anna Blinkova    | Norvegia    | Ulrikke Eikeri     | 116      | 2              |
| Romania     | Irina Maria Bara | Georgia     | Ekaterine Gorgodze | 124      | 3              |
| Romania     | Monica Niculescu | Russia      | Aleksandra Panova  | 127      | 4              |

* Ranking al 21 febbraio 2022.

### Altre partecipanti
Le seguenti coppie di giocatrici hanno ricevuto una wild card per il tabellone principale:
- Elsa Jacquemot /  Tatjana Maria
- Dajana Jastrems'ka /  Ivanna Jastrems'ka

### Ritiri
Prima del torneo
- Tímea Babos /  Chan Hao-ching → sostituite da  Xenia Knoll /  Georgina García Pérez
- Anna Blinkova /  Ulrikke Eikeri → sostituite da  Ulrikke Eikeri /  Samantha Murray Sharan
- Vivian Heisen /  Julia Lohoff → sostituite da  Chan Hao-ching /  Julia Lohoff
- Sania Mirza /  Zhang Shuai → sostituite da  Jessika Ponchet /  Estelle Cascino
- Samantha Murray Sharan /  Bibiane Schoofs → sostituite da  Alicia Barnett /  Olivia Nicholls

## Punti
| Evento    | V   | F   | SF  | QF | 2T   | 1T | Q    | Q2   | Q1   |
| Singolare | 280 | 180 | 110 | 60 | 30   | 1  | 18   | 12   | 1    |
| Doppio    | 280 | 180 | 110 | 60 | N.D. | 1  | N.D. | N.D. | N.D. |

## Montepremi
| Evento    | V       | F       | SF     | QF     | 2T     | 1T     | Q    | Q2     | Q1   |
| Singolare | €34,677 | €17,258 | €9,355 | €5,060 | €2,903 | €1,855 | N.D. | €1,359 | €887 |
| Doppio    | €10,952 | €5,806  | €3,226 | €1,855 | N.D.   | €1,226 | N.D. | N.D.   | N.D. |

## Campioni

### Singolare
Zhang Shuai ha sconfitto in finale  Dajana Jastrems'ka con il punteggio di 3-6, 6-3, 6-4.
- È il primo titolo stagionale per la Zhang, il quinto della carriera.

### Doppio
Laura Siegemund /  Vera Zvonarëva hanno sconfitto in finale  Alicia Barnett /  Olivia Nicholls con il punteggio di 7-5, 6-1.